# Fuheng Xiang
Fuheng Xiang (kinesiska: 富恒, 富恒乡) är en socken i Kina. Den ligger i provinsen Yunnan, i den sydvästra delen av landet, omkring 310 kilometer väster om provinshuvudstaden Kunming. Antalet invånare är 8 577. Befolkningen består av 4 110 kvinnor och 4 467 män. Barn under 15 år utgör 19,0 %, vuxna 15-64 år 74 %, och äldre över 65 år 6,0 %.
Genomsnittlig årsnederbörd är 1 028 millimeter. Den regnigaste månaden är juli, med i genomsnitt 283 mm nederbörd, och den torraste är november, med 7 mm nederbörd.